# Dodecan
Dodecanul (de asemenea cunoscut și sub denumirile de dihexil, bihexil sau duodecan) este un alcan superior cu formula chimică CH3(CH2)10CH3 (sau C12H26).  Este un lichid uleios și are 355 de izomeri de structură.

## Ardere
Reacția de ardere (combustie) a dodecanului este următoarea:
C12H26(l) + 18,5 O2(g) → 12 CO2(g) + 13 H2O(g)
∆H˚ = –7513 kJ
Un litru de combustibil are nevoie de aproximativ 15 kg de aer pentru a arde, și generează 2,3 kg (sau 1,2 m3) de CO2 în cazul combustiei complete.